# Landesfeuerwehrverband Bayern
Der Landesfeuerwehrverband Bayern e. V. (LFV) mit Sitz in Unterschleißheim ist die Interessensvertretung der Bayerischen Feuerwehren und zugleich der stärkste Mitgliederverband innerhalb des Deutschen Feuerwehrverbandes (DFV).

## Geschichte
Der Bayerische Landes-Feuerwehr-Verband wurde von Ludwig Jung bereits im Oktober 1868 gegründet. Er wurde im Jahr 1938 mit dem Erlass des Reichsfeuerwehrgesetzes faktisch aufgelöst. Nach dem Zweiten Weltkrieg verhinderte die amerikanische Besatzungsmacht vorerst eine Wiedergründung des LFV Bayern. Erst im Jahr 1951 wurde ein Sprechergremium der Freiwilligen Feuerwehren Bayerns eingerichtet. Am 9. Oktober 1993 erfolgte die Wiedergründung des Landesfeuerwehrverbands Bayern in Gunzenhausen. Im Jahr 1994 wurde dann auch die „Jugendfeuerwehr Bayern im Landesfeuerwehrverband Bayern e. V.“ gegründet.
Vorsitzender des Landesfeuerwehrverbandes Bayern ist seit 1. Januar 2020 Johann Eitzenberger.

## Aufgaben
Die Förderung des Brand-, Arbeits-, Katastrophen- und Zivilschutzes wird insbesondere verwirklicht durch die Erfüllung folgender Aufgaben:
- Förderung der Aus- und Fortbildung
- Weiterbildung der Feuerwehrangehörigen sowie Austausch feuerwehrtechnischer Erfahrungen
- Betreuung und Förderung der Mitgliedsverbände und der Jugendarbeit in den Feuerwehren
- Unterstützung und Zusammenarbeit mit den am Brand- und Katastrophenschutz interessierten und dafür verantwortlichen Stellen
- Förderung der Einsatzbereitschaft innerhalb der Feuerwehren und allen im Brand- und Katastrophenschutz tätigen Organisationen
- Mitwirkung bei der Unfallverhütung, Unfallversicherung und anderen sozialen Einrichtungen
- Förderung sozialer Einrichtungen der Feuerwehren, die steuerbegünstigte Zwecke verfolgen
- Öffentlichkeitsarbeit zur Förderung des Feuerwehrgedankens
- Ehrung und Auszeichnung verdienter Personen u. a. mit der Bayerischen Feuerwehr-Ehrenmedaille des LFV[3], dem Deutschen Feuerwehr-Ehrenkreuz und der Ehrennadel des Deutschen Feuerwehrverbandes
- Durchführung von Landesfeuerwehrtagen

## Organe
Die Organe des Landesfeuerwehrverbands sind:
- Landesverbandsversammlung
- Landesverbandsausschuss
- Landesverbandsvorstand
- Landesverbandsbeirat (beratendes Organ)

## Arbeitsweise
Der Landesfeuerwehrverband Bayern unterhält in Unterschleißheim eine Geschäftsstelle mit mehreren hauptamtlichen Mitarbeitern.

## Feuerwehrangehörige
In Bayern gibt es insgesamt rund 7.800 Feuerwehren mit insgesamt über 890.000 Mitgliedern. In Bayern leisteten 2020 rund 326.000 Personen, davon rund 315.000 ehrenamtlich, aktiven Feuerwehrdienst. Die Anzahl der weiblichen Dienstleistenden steigt mit über 32.000 Feuerwehrfrauen kontinuierlich seit Jahren. Im Jahr 2020 rückten die bayerischen Feuerwehren zu 20.000 Bränden, 107.000 Technischen Hilfeleistungen und 26.000 Falschalarmen, sowie zu 60.000 medizinischen Notfällen aus.
Mitglieder des Landesfeuerwehrverbands sind neben dem „Werkfeuerwehrverband Bayern e. V.“ und der „Arbeitsgemeinschaft der Leiter der Berufsfeuerwehren Bayern (AGBF Bayern)“ die sieben Bezirksfeuerwehrverbände (BFV). Diese wiederum haben als Mitglieder die in ihrem Gebiet bestehenden Kreisfeuerwehrverbände (KFV). Die Kreisfeuerwehrverbände haben – im Unterschied zu den meisten anderen Bundesländern – als ordentliche Mitglieder die bestehenden Feuerwehrvereine der einzelnen Feuerwehren.